# The Sonny Clark Memorial Album
The Sonny Clark Memorial Album è un album live del pianista statunitense Sonny Clark, pubblicato dalla Xanadu Records nel 1976.
Il disco fu registrato in due concerti diversi, uno (la maggior parte dei brani) solo con Sonny Clark al pianoforte fu registrato dal vivo il 15 gennaio del 1954 al Randi Hultin's Home di Oslo in Norvegia, mentre il secondo (due brani) il 16 gennaio del 1954 al The Penguin Club's, youth-branch, Sinsen Restaurant di Oslo in Norvegia. Nel concerto del 16 gennaio 1954 il contrabbassista è indicato con nomi diversi, in alcune fonti come Simon Brehm in altre come Ivar Borsum.

## Tracce
Lato A
1. Improvisation N°1 – 4:04 (Sonny Clark) – Registrato dal vivo il 15 gennaio del 1954 ad Oslo, Norvegia
2. All God's Chillun Got Rhythm – 1:48 (Walter Jurmann, Gus Kahn, Bronislaw Kaper) – Registrato dal vivo il 15 gennaio del 1954 ad Oslo, Norvegia
3. Body and Soul / Jeepers Creepers – 4:31 (F. Eyton, J. Green, E. Heyman, R. Sour / J. Mercer, H. Warren) – Registrato dal vivo il 15 gennaio del 1954 ad Oslo, Norvegia
4. Oslo – 10:58 (Sonny Clark) – Registrato dal vivo il 16 gennaio del 1954 ad Oslo, Norvegia

Lato B
1. Improvisation N°2 / over the Rainbow – 6:58 (Harold Arlen, E.Y. "Yip" Harburg) – Registrato dal vivo il 15 gennaio del 1954 ad Oslo, Norvegia
2. Move – 2:40 (Denzil Best) – Registrato dal vivo il 15 gennaio del 1954 ad Oslo, Norvegia
3. After You've Gone – 13:21 (Henry Creamer, Turner Layton) – Registrato dal vivo il 16 gennaio del 1954 ad Oslo, Norvegia

## Musicisti
Brani A1, A2, A3, B1 & B2
Sonny Clark Solo
- Sonny Clark - pianoforte

Brani A4 & B3
Sonny Clark Trio
- Sonny Clark - pianoforte
- Ivar Borsum (o) Simon Brehm - contrabbasso
- Bobby White - batteria